# Lake Manuwai
Der Lake Manuwai ist ein Stausee in der Region Northland auf der Nordinsel von Neuseeland.

## Geographie
Der Lake Manuwai befindet sich rund 8 km nordwestlich von Kerikeri und dient der Trinkwassergewinnung sowie der Landwirtschaft. Mit einer Flächenausdehnung von rund 1,22 km² bei vollem Wasserreservoir erstreckt sich der Stausee in einem leichten Bogen über eine Länge von rund 2,6 km in einer Nord-Süd-Richtung und misst an seiner breitesten Stelle rund 685 m in Nordwest-Südost-Richtung. Der auf einer ungefähren Höhe von rund 130 m befindliche See misst einen Uferumfang von rund 10,8 km und birgt vier kleine Seen in seinem Seegebiet. Bei Messungen im Dezember 1919 wurde ein pH-Wert des Sees von 6,46 bestimmt.
Der See bekommt seine Zuflüsse durch einige wenige kleine Streams und entwässert über den Waipapa Stream an seiner Südostseite.

## Staudamm
Der Staudamm des Stausees befindet sich am südöstlichen Ende des Sees und ist nach Osten ausgerichtet. Seine Gewichtsstaumauer, die ein Volumen von rund 400.000 m³ Erdmaterial umfasst, wurde in den 1980er Jahren errichtet. Der Damm besitzt eine Höhe von 28 m und eine Breite am Fuß von rund 300 m. Er erstreckt sich in einem leichten Bogen über eine Länge von rund 350 m.
Der Damm speichert ein maximales Wasservolumen von 8,5 Millionen m³ wogegen das Wassereinzugsgebiet des Sees eine Fläche von rund 5,75 km² umfasst.